# Vía Heraclea
La Vía Heraclea, Heráclea o Heraklea fue un importante camino histórico que discurría por la península ibérica, que data de al menos el siglo VI a. C. Gran parte de su trazado es el antecesor directo de la Vía Augusta romana. Se utilizaba principalmente para realizar el comercio entre las colonias griegas del Levante español con los territorios de Turdetania (Bética). 

## Trazado
La vía tenía su comienzo en los puertos helenos del este de Iberia: Akra Leuké (hoy Alicante), Alonis (Villajoyosa) y, Hemeroscopio (Denia). Desde allí, partía hacia la actual provincia de Albacete, pasando a territorio oretano, bajando posteriormente hacia Sierra Morena y entrando en territorio Turdetano. Tartessos, que coincide en casi su totalidad con lo que posteriormente sería denominado Bética, comenzaba al sur de las actuales ciudades de la provincia de Ciudad Real y Albacete, por lo que a pocas jornadas desde Albacete ya se entraba en el territorio comercial perteneciente al directorio de servicios de las minas del Guadalquivir y Guadiana. La vía heraclea seguía por sierra Morena, bien entrando por la capital Oretana, Castulo (cerca del actual Linares) o bien desde el este, por la ciudad de Obulco (actual Porcuna). Tras ello, seguía hacia el sur llegando a Kart Iuba (Córdoba) y Spalis (Sevilla).